# 山崎別荘
山崎別荘 （やまざきべっそう）は千葉県船橋市東船橋にあった別荘である。凌雲荘（りょううんそう）とも呼称されている。現在、跡地は「東船橋花輪緑地」となっている（船橋市東船橋6-2）。

## 概要
大正期に東京両国で広く洋紙卸業を営んでいた山崎梅之助の別荘である。
現所在地
千葉県船橋市東船橋6-816-1 千葉県立船橋高等学校
交通
総武線東船橋駅から徒歩8分